# Ганем, Мухаммед
Мухаммед Ганем Салман Ганем (араб. محمد غانم سلمان غانم‎; род. 4 мая 1984, Катар) — катарский футболист, вратарь клуба «Аль-Месаймер», выступающий на правах аренды за «Катар СК».

## Клубная карьера
В сезоне 2015/2016 выступал в составе «Аль-Месаймера» в Старс-лиге. В общей сложности в том чемпионате Ганем принял участие в 6 встречах, в которых пропустил семь мячей. 15 апреля 2016 года при счёте 1:0 в пользу его команды получил травму и был заменён уже на 27-й минуте. В концовке встречи «Аль-Духаиль» забил два и одержал победу. В турнирной таблице «Аль-Месаймер» занял последнее 14-е место, набрав всего 6 очков в 26 играх, и вернулся во второй дивизион.
Летом 2019 года на правах аренды перешёл в «Катар СК», где выполнял роль резервного голкипера. Дебютировал в основной команде 12 октября в матче Кубка звёзд Катара с «Ас-Сайлией», в котором «Катар СК» победил с разгромным счётом 4:0. Ганем вместе с командой дошёл до четвертьфинала турнира, в котором предстояло встретиться с «Аль-Саддом». Основное время завершилось вничью 1:1, а в серии пенальти сильнее оказался соперник. Ганем в той встрече на 42-й минуте получил жёлтую карточку.